# Jessica McCormack
Jessica McCormack (Hamilton, 8 settembre 1989) è un'ex cestista neozelandese.

## Carriera
Con la Nuova Zelanda ha disputato i Giochi olimpici di Pechino 2008.